# Richard Nový
Richard Nový, né le 3 avril 1937 à Prague, est un rameur tchécoslovaque.

## Biographie

### Palmarès

#### Aviron aux Jeux olympiques
- 1964 à Tokyo,  Japon
  -  Médaille de bronze en huit[1]

#### Championnats d'Europe d'aviron
- 1963 à Copenhague,  Danemark
  -  Médaille de bronze en huit